# Carol Potter

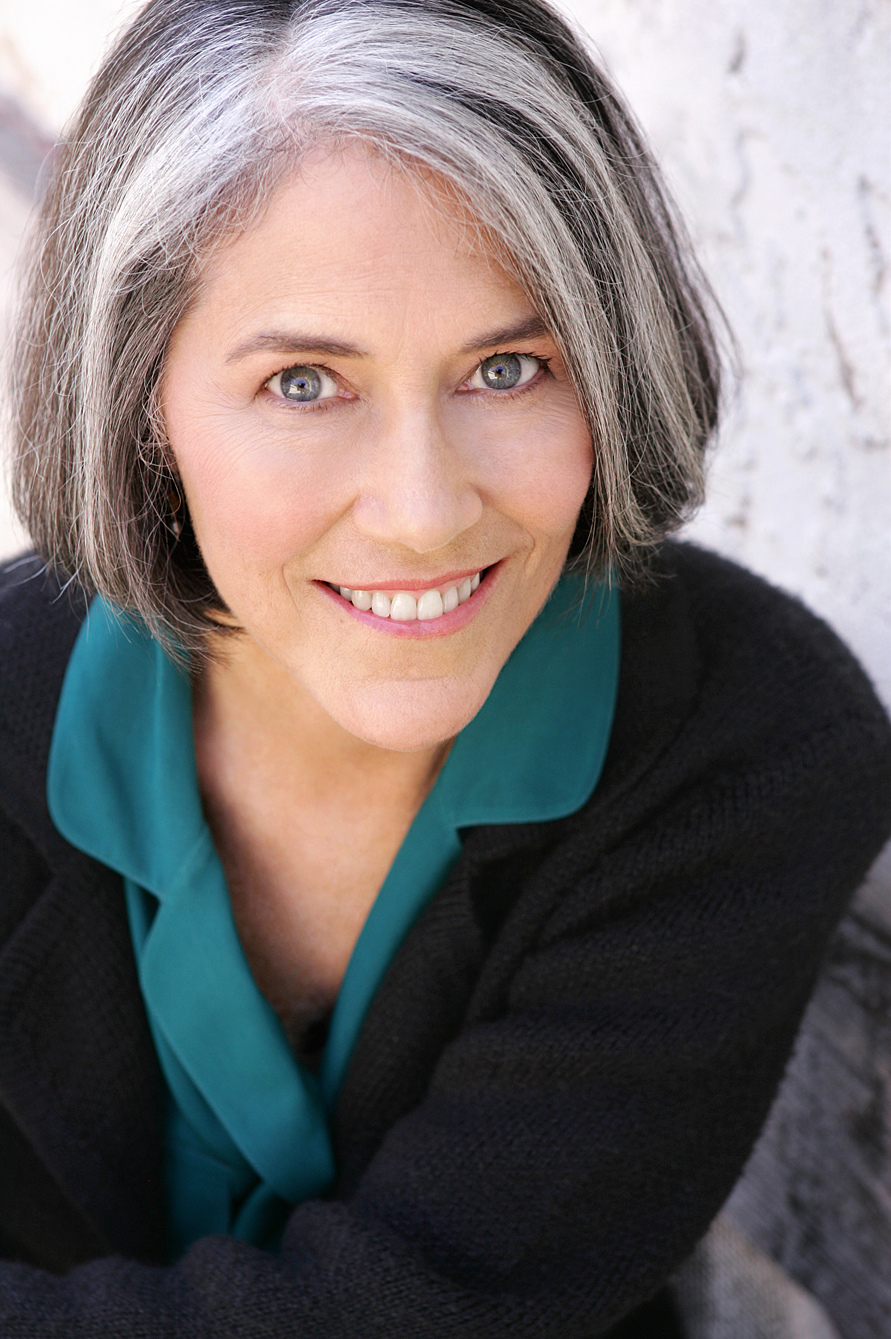
Carol Potter

Carol Potter (Nova Iorque, 21 de maio de 1948) é uma atriz estadunidense, célebre por sua atuação como Cindy Walsh, na famosa série Beverly Hills, 90210.

## Biografia

### Vida pessoal
Potter concluiu o ensino médio em Tenafly, New Jersey, e então partiu para a vida universitária no Radcliffe College.
Em 1985, Potter se casou com o escritor Spencer Eastman, e Christopher, o filho do casal, nasceu em 1987, pouco tempo depois do nascimento do primeiro filho, Spencer foi diagnosticado com câncer e morreu em 1988. Em 1990, a atriz viria a se casar pela segunda vez, com o ator Jeffrey Josephson em Outubro de 1990, mesmo mês da estreia de Beverly Hills, 90210.

### Carreira
Em 1967 ela estreou na Broadway na peça Gemini de Albert Innaurato, que se tornou uma das cinco montagens (não-musicais), de maior duração. Por quase uma década ela participou do espetáculo, quando migrou para a televisão em 1977 com um papel na telenovela The Doctors da NBC, como Betsy Match. Posteriormente, ela participou de outra telenovela, One Life to Live da rede ABC como Beverly Wilkers.
Em 1981, Potter conseguiu seu primeiro papel em uma série do Horário Nobre, no drama Today's FBI como Maggie Clinton. Após o término dessa série, a atriz fez várias participações especiais em outras séries e entrou para o elenco de alguns telefilmes como The Neighborhood e Her Life as Men.
Os melhores anos da carreira de Carol, foram vividos enquanto ela estava no ar em Beverly Hills, 90210 como Cindy Walsh, a mãe dos protagonistas. A saída da atriz do elenco da série ocorreu em 1995, quando terminou seu vínculo de 5 anos com a produtora Spelling Entertainment de Aaron Spelling. Na série sua personagem viajou para Hong Kong, e fez diversas participações em outros episódios, como no season finale da 6ª temporada, quando uma fita VHS foi enviada por ela e seu marido, para desejar feliz aniversário para Steve.
Posteriormente, a atriz viria a ser recontratada pela Spelling Entertainment, para participar da nova telenovela que Aaron Spelling iria produzir para a NBC, Sunset Beach. O programa foi cancelado antes mesmo de completar seu 3º aniversário, e a partir daí, Potter fez apenas pequenas participações especiais em outras séries, como JAG, NYPD Blue, Crossing Jordan e Providence.

## Filmografia

### Televisão
- 2003 Crossing Jordan como Leslie Winton
- 2001 NYPD Blue como Christine Beck
- 2001 Providence como Karen Ashworth
- 1997 Sunset Beach como Joan Cummings
- 1997 The Burning Zone como Sra. Mason
- 1995 Beverly Hills, 90210 como Cindy Walsh
- 1995 Burke's Law como Emily Simmons
- 1987 Highway to Heaven como Janet Markham
- 1986 LA Law como Sra. Simmons
- 1984 Her Life as a Men como Elaine
- 1982 The Neighbourhood como Sue Bernhardt
- 1981 Today's FBI como Maggie Clinton
- 1979 One Life to Live como Beverly Wilkers
- 1977 The Doctors como Betsy Match

### Cinema
- 2008 Just One of the Gynos como Sra. Callery
- 1998 Naturally Native como Rape Counselor
- 1996 Tiger Heart como Cynthia
- 1987 Dutch Treat como Betsy Winters